# Sovjet Top Liga 1936 (voorjaar)
In het voorjaar van 1936 werd de allereerste editie van de Sovjet Top Liga gespeeld voor voetbalclubs uit Sovjet-Unie, in deze tijd heette de competitie nog Groep A. De competitie werd gespeeld van 22 mei tot 17 juli. Dinamo Moskou werd de eerste kampioen.

## Eindstand
| Plaats | Club                     | Wed. | W | G | V | Saldo | Ptn. |
| ------ | ------------------------ | ---- | - | - | - | ----- | ---- |
| 1.     | Dinamo Moskou            | 6    | 6 | 0 | 0 | 22:5  | 18   |
| 2.     | Dinamo Kiev              | 6    | 4 | 0 | 2 | 18:11 | 14   |
| 3.     | Spartak Moskou           | 6    | 3 | 1 | 2 | 12:7  | 13   |
| 4.     | CDKA Moskou              | 6    | 2 | 1 | 3 | 13:18 | 11   |
| 5.     | Lokomotiv Moskou         | 6    | 2 | 0 | 4 | 7:11  | 10   |
| 6.     | Dinamo Leningrad         | 6    | 1 | 1 | 4 | 5:12  | 9    |
| 7.     | Krasnaja Zarja Leningrad | 6    | 1 | 1 | 4 | 8:21  | 9    |

|  | Kampioen |

De toenmalige namen worden weergegeven, voor clubs uit nu onafhankelijke deelrepublieken wordt de Russische schrijfwijze weergegeven zoals destijds gebruikelijk was, de vlaggen van de huidige onafhankelijke staten geven aan uit welke republiek de clubs afkomstig zijn. 

#### Topschutters
| Speler               | Speler               | Goals | Club          |
| -------------------- | -------------------- | ----- | ------------- |
| Vlag van Sovjet-Unie | Michail Semitsjastni | 6     | Dinamo Moskou |
| Vlag van Sovjet-Unie | Vasili Pavlov        | 10    | Dinamo Moskou |
| Vlag van Sovjet-Unie | Vasili Smirnov       | 9     | Dinamo Moskou |

### Kampioen
| Groep A 1936                      |
| Sovjet Unie                       |
| --------------------------------- |
| DINAMO MOSKOU Kampioen (1° titel) |